# Hamadan (provins)
Hamadan eller Hamedan er en af de 30 provinser i Iran. Provinsens hovedby er byen Hamedan. Provinsen dækker 19.368 km². I 2011 havde provinsen Hamedan  over 1,76 millioner indbyggere.